# По Ермітажу без екскурсовода
По Ермітажу без екскурсовода (рос. По Эрмитажу без экскурсовода) — путівник Ермітажем та довідкове видання щодо більшості шедеврів мистецтва, поданих у відкритих експозиціях для відвідувачів. Довідкове видання створила Шапіро Ю.Г, котре у 1972 році витримало восьме видання накладом 50.000.

## Передмова і мета видання
Пані автор проаналізувала досвід екскурсійної роботи в музеї і дійшла висновку, що окрім організованих екскурсій з живим керівником мають бути маршрути для відвідувачів — без екскурсовода. Так виникла ідея подібного видання. Згодом було відзначено декілька раціональних маршрутів огляду. Довідкове видання передбачало три різні варіанти відвідин великого музею (без екскурсовода), що було незвичним для радянських відвідувачів і туристів з інших міст. Передбачались —
- одноразове відвідування на дві години,
- дворазове відвідування на шість годин,
- триразове відвідування впродовж трьох днів.

Адже для більшості радянських відвідувачів Ермітажу часів СРСР в умовах дефіциту товарів широко вжитку і продуктів — важливими були не тільки відвідини музею, а і штурм магазинів та закупівельний ажіотаж одягу, взуття, побутової техніки, посуду, грамплатівок, книг тощо. Адже в Ленінграді рівень постачань був набагато більшим, ніж у переважній більшості провінційних міст і сіл.
Для обирання раціонального маршруту чи для оглядин запланованих експонатів (про які чули чи про які встигли прочитати) в путівнику подавали схеми і плани розташування залів.

## Структура путівника
Довідкове видання розбите на відділки.
- Зимовий палац і Ермітаж.

По перше це історичні назви окремих архітектурних споруд. На 1922 рік до музею належали лише декілька залів Зимового палацу. По друге лише 1946 року після ремонтів постраждалого в блокаду Зимового палацу і виведення з його складу інших установ, палац повністю перейшов до складу музею. Зміни були зазначені і в путівнику. Саме через це музейна назва «Ермітаж» була розповсюджена і на Зимовий палац.
- Зали відділу Античного світу.

Вони мають окремі експозиції :
1). Культура і мистецтво Стародавньої Греції
2). Культура і мистецтво Стародавнього Риму.
Незважаючи на схожі зовнішні риси — культури означених цивілізацій були різними і мали несхожі змісти, прагнення і наповнення.
- Зали відділу західноєвропейського мистецтва.

Мистецтво Італії 14 — 18 ст.
Мистецтво Іспанії 16 — 18 ст.
Виставка західноєвропейської зброї 15 — 17 ст.
Мистецтво Фландрії 17 ст.
Мистецтво Голландії 17 ст.
Мистецтво Франції 15 — 18 ст.
Мистецтво Англії 17 — 19 ст.
В путівнику зазначені огляди мистецьких творів лише шести західноєвропейських країн на 1972 р. Але освіченому відвідувачеві було зрозуміло, що в Європі існують не шість держав (а більше), що Фландрія давно називається Бельгією, що мистецтво означених країн починалось не в чотирнадцятому і не в п'ятнадцятому столітті і ніяк не закінчувалось у вісімнадцятому.
В передмові розділу західноєвропейського мистецтва пані автор чесно зазначила, що творів мистецтва найбільш значущих і прогресивних майстрів раннього відродження Італії в Ермітажі нема і не було. Серед них відсутні твори Джотто (1276—1337), Донателло (1386—1466), Мазаччо (1401—1428). Тільки огляд творів інших, часто другорядних митців, дозволяв в якійсь мірі уявити головні шляхи і напрямки розвитку мистецтва тої ж Італії в 13-15 ст. Ще більше проблем із висвітленням окремих шкіл живопису подрібненої тоді на різні князівства Італії, де кількість мистецьких центрів дорівнювала двадцяти і переважала кількість мистецьких центрів Радянського Союзу навіть в 20 столітті.
Як і в кожному великому музеї в Ермітажі були сильні і слабкі колекції. До великих і досить повних належали колекції Голландії 17 ст. та Франції 15 — 18 ст. До найслабших ділянок належали колекції Іспанії та Англії, котрі роками не отримували нових експонатів. Так, мистецтво Іспанії та Англії було репрезентоване як випадковими, так і одиничними речами, тобто не давало достатньої панорами розвитку мистецтва цих країн.
Існувала і цензурна заборона на експонування в Ермітажі низки творів західноєвропейських митців, декларованих як шкідливі ідеологічно, антирадянських і чужинських, непотрібних будівникам комунізму. До ідеологічно шкідливих були віднесені — кубізм, абстракціонізм, футуризм, сюрреалізм тощо. Побачити ці твори було неможливо і в Ермітажі, навіть якщо одиничні речі музей і мав у власних запасниках.
- Мистецтво Німеччини 15 — 17 ст.

Питання Німеччини було болючим в СРСР через спогади про нещодавню війну з гітлерівцями і через постійне педалювання перемоги в травні 1945 р., яке уряд подавав як власну перевагу. Питання Німеччини було болючим і через існування тоді двох німецьких держав, одна з яких була демократичною і заможною, інша — «народно-демократичною» і бідною. Розкол нації був наслідком роз'єднувальної політики комуністичного уряду, що викликало чимало зайвих запитань і не мало переконливих відповідей.
Мистецька колекція земель Німеччини в Ермітажі була слабкою і не давала повної уяви про розвиток її культури навіть в означений період 15 — 17 ст., не кажучи вже про мистецтво 20 століття. Ермітаж ніколи не мав достатньої колекції німецьких художників раннього і розвиненого відродження. Конфузом закінчилося і вивчення численних картин, котрі безпідставно приписували Альбрехту Дюреру. Всі вони виявилися творами нідердандських художників кінця 15 та першої половини 16 ст., котрих століттями не вважали престижними і гідними шанування. Навіть ця неповна колекція картин була зменшена під час продажу картин з Ермітажу в добу Сталіна. Нерепрезентативною і малою була і колекція німецьких скульптур та декоративно-ужиткового мистецтва. Винятками були декілька картин Лукаса Кранаха старшого та колекція порцеляни мануфактури Мейсен, що не могло дати повної картини розвитку німецького мистецтва 15-18 ст.
Радянський Ермітаж не давав абсолютної ніякої уяви і про мистецтво 20 ст. в Німеччини, коли політичну владу в країні захопили фашисти та в роки після них. Тоді як розвиток мистецтва в Німеччині не припинявся.
- Відділ Сходу.

Колекції відділу Сходу формувались впродовж трьох століть, навіть до заснування Імператорського Ермітажу в 1764 році. Дещо повною виявилась колекція мистецтва Китаю. Слабшими були відділи арабомовних країн і Туреччини, з останньою із яких Росія мала історично ворожі і складні стосунки. Тому в путівнику рекомендовані відвідини лише експозицій зниклої Візантії (на невеликій кількості експонатів), Ірану та мистецтва народів Середньої Азії, переважно тих, що входили до складу тодішнього Радянського Союзу.

## Уславлені експонати
Сильною стороною путівника були описи окремих експонатів Ермітажу, часто високого мистецького ґатунку, але придбані — ще в дорадянський період. Путівник спростовував цим пропагандистську тезу комуністичного уряду про те, що нова ера людства розпочалась з жовтневого перевороту 1917 року.
Згідно путівника кожний з раціональних маршрутів передбачав відвідини двох ефектних залів (Павільйонного та залу мистецтва 17 століття) і огляд двох ефектних експонатів.
- Годинник Павич (Ермітаж).

Дивовижний годинник з декількома металевими тваринами створив англійський механік Джеймс Кокс. Він відтворив невеличкий звіринець, де головував механічний павич на дереві. Металевий птах був здатний повертати голову і повільно розпушувати розкішний хвіст. Павича доповнювали декілька птахів (сова, півень) та кумедна вивірка, що тримала біля рота горішок. Сам годинник приховали, його розмістили в гриб, що стояв під стовбуром металевого дуба. Це було покажчиком підкореного, неголовного значення годинника в дивовижній механічній іграшці, котра призначалася лише для окраси палацу якогось вельможі. Вона і стала окрасою палацу князя Григорія Потьомкіна. Згодом годинник був подарований Катерині ІІ.
Годинник потрапив в збірки Ермітажу 1797 року, отже, він мимоволі став одним із перших експонатів майбутнього музею.
|                         |                                         |                      | [[]] |
| «Листя металевого дуба» | «Годинник Павич» Годинникар Джеймс Кокс | «Вивірка з горішком» | «»   |

- Загибель Адоніса.

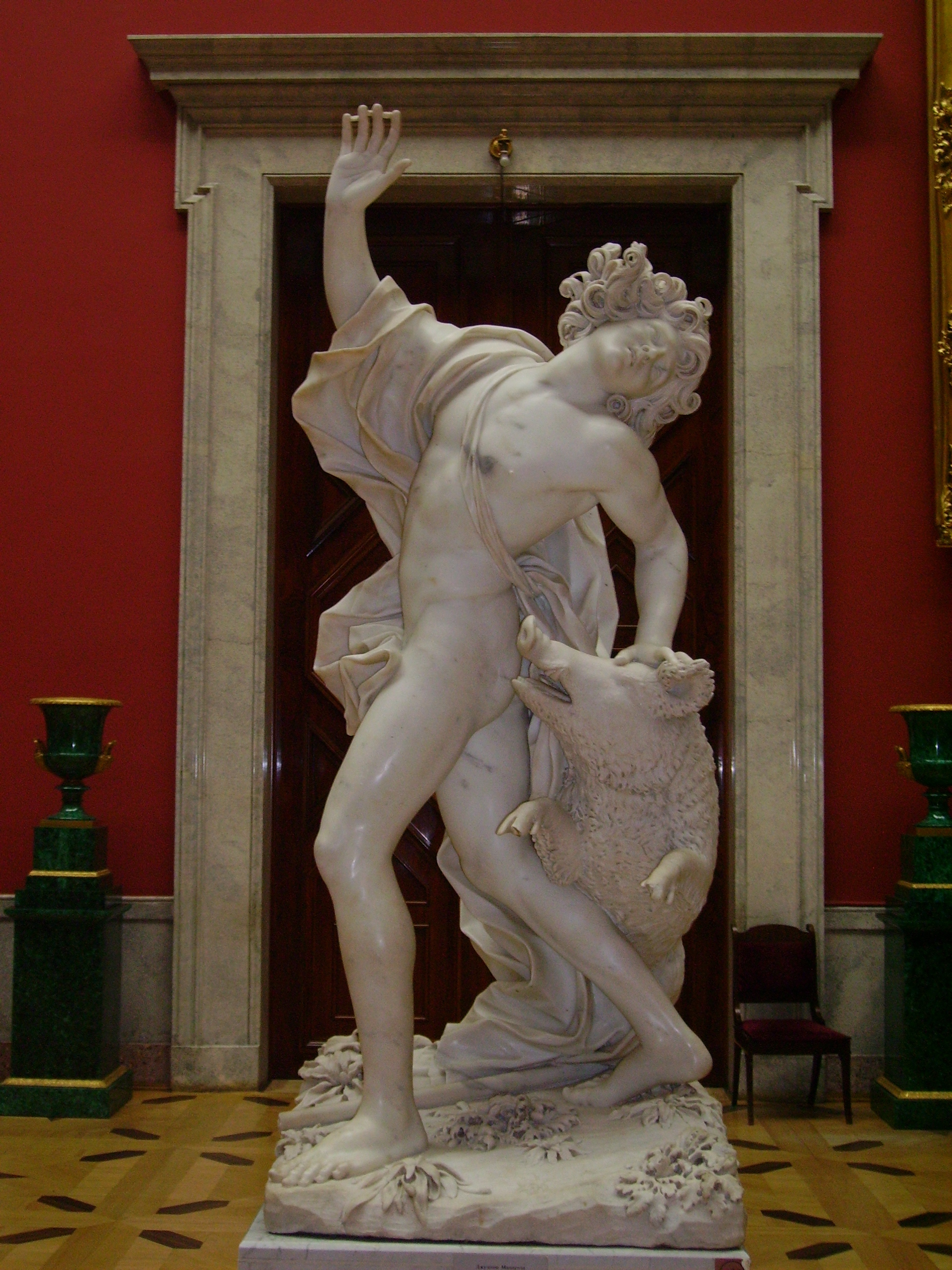
Загибель Адоніса.

Серед запропонованих для огляду експонатів — Загибель Адоніса італійського скульптора Джузеппе Маццуола.
Джузеппе Маццуола — працював у Римі і був послідовником ефектної, але холоднувато-аристократичної манери в скульптурі, що йшла від зразків пізньої скульптури Лоренцо Берніні. Надзвичайно віртуозно оброблена поверхня мармуру (волосся зачіски Адоніса, пасми шерсті кабана), намагання реалістично передати рослини галявини. Умовність прийомів скульптури відкинута заради надмірної натуралістичності зображення. Твір має присмак аристократичної римської культури 17 століття, що ґрунтувалась на глибокому знанні латини, давньогрецьких міфів, літератури Стародавнього Риму. Сюжет без додаткових пояснень залишався незрозумілим тим, хто не знався на міфах, літературі Стародавнього Риму та її видатних зразках. Скульптура настільки ретельно опрацьована, що наближена до рівня коштовного ювелірного виробу великого розміру.

## Юдита (Джорджоне)
Картина була придбана для Імператорського Ермітажу 1772 року разом з іншими картинами Антуана Кроза, барона де Тьєра в Парижі. Колекція вважалась однією з найкращих в столиці Франції. В перемовах по придбанню картини для російської імператриці Катерини ІІ брали участь російський дипломат Д. Голіцин та французький письменник Дені Дідро.
Автором картини тоді помилково вважали Рафаеля Санті. Під ім'ям Рафаель Санті картину декілька разів гравіювали в Західній Європі.

## Гребінь з кургану Солоха

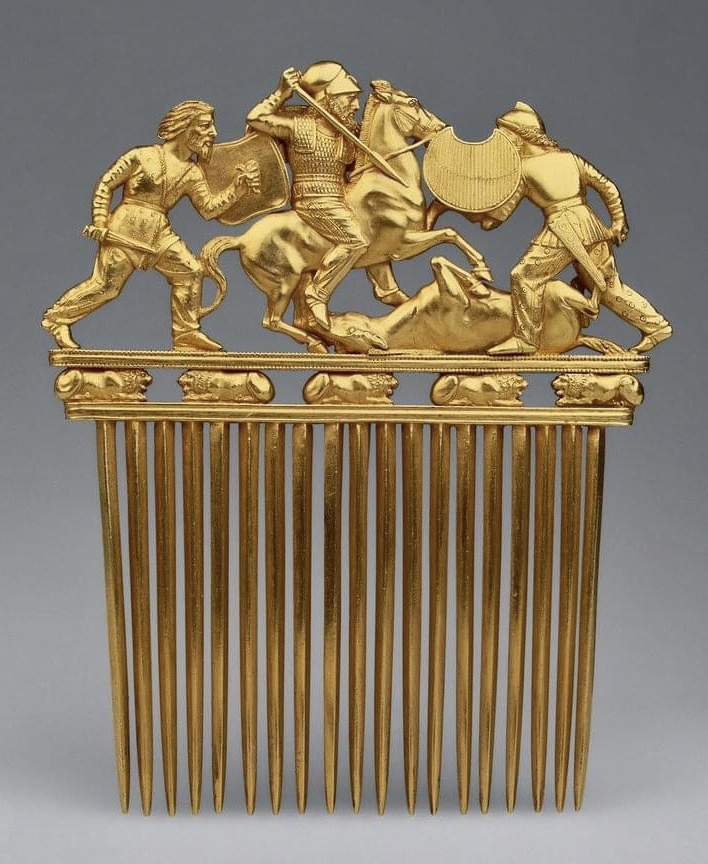
Золотий гребінь з кургану Солоха. У цей час перебуває в Ермітажі.

Солоський гребінь 12,3 сантиметрів заввишки, його вага — 294,1 грами. Має три яруси (знизу уверх):
- сам гребінь з чотиригранних зубців, яких дев'ятнадцять
- фриз з зображеннями левів, яких п'ять
- скульптурна група з батальною сценою.

Два нижні яруси — своєрідний постамент для кінних і піших скіфських вояків. Крайній праворуч щойно втратив коня, що лежить долу. Але відчайдух продовжує двобій з вельможним вершником в царських обладунках. Вершнику на допомогу поспішає простий вояк з коротким мечем і щитом. Увагу дослідників привернули два вояки в грецьких шоломах. Хоча їх одяг скіфський, але належать вони до скіфської аристократії. Особливо це видно по вбранню вершника, захищеного пластинчатим обладунком скіфських вельмож. Найпростіше вбрання у вояка ліворуч. Сцена добре передає драматизм запеклого двобою, що через мить закінчиться смертю одного з вояків.
Композиція зберігає трикутну побудову. Фігури бічних вояків симетричні, але деталі одягу роблять їх індивідуальними. Симетрію порушує і фігура убитого коня, додаючи композиції сміливості несподіваним ракурсом і реалізму точно відтвореної деталі реальних боїв.
Гребінь створено чеканом, частка деталей виготовлена окремо і припаяна пізніше. Тонкі деталі пророблені карбуванням (волосся і бороди вояків, гриви коней, візерунки на одязі скіфів). Фігура вершника має близькість до фігур вершників, відомих дослідникам за скульптурним фризом храму Парфенон у Афінах. Подібний витвір золотарства — своєрідний високий щабель грецького ремесла на замову скіфської аристократії. Пошук аналогів гребня привів до бронзових виробів гіршої якості попередніх епох, відомих з доби бронзи та раннього заліза.

## Цензуроване видання
Як і вся кількість радянських видань, довідник «По Ермітажу без екскурсовода» був значно цензурований і в ньому жодним образом не були висвітлені проблеми музеїв в СРСР. Не могли були висвітлені і проблеми масових продажів експонатів державних музеїв і державних бібліотек і архівів.